# Chiesa della Pia Casa de' poveri derelitti di Gesù Cristo
La chiesa della Pia Casa de' poveri derelitti di Gesù Cristo è una chiesa sconsacrata di Pavia, in Lombardia.

## Storia
La Pia Casa de' poveri derelitti di Gesù Cristo sorse nel 1614 per disposizione testamentaria di Paolo Antonio Piacentini, sacerdote che divenne in seguito frate domenicano. L’istituto, amministrato dalla congregazione della pietà di Sant’Ambrogio (formata dai domenicani di San Tommaso, dal rettore della chiesa di Santa Maria in Corte Cremona, da un membro del consorzio di San Siro e da due rappresentanti di famiglie aristocratiche pavesi) aveva il compito di dare vitto (costituito da pane di frumento e vino allungato con acqua), alloggio, fornire un’educazione morale e civile, insegnare a leggere e scrivere e avviare all’apprendimento di un mestiere orfani (anche solo del padre) sia maschi sia femmine di un’età compresa tra i sette e quindici anni. I piccoli ospiti della Casa dovevano portare un abito bianco e una croce nera al collo e potevano uscire dall’istituto per imparare e esercitare un mestiere, mentre nei pomeriggi festivi erano loro concessi alcuni svaghi, come il gioco della dama, del mulino o giocare con la palla. Inoltre era vietato al personale addetto alla sorveglianza dei fanciulli di punirli con bacchette o metodi violenti se questi avessero commesso qualche infrazione. Inizialmente la Casa era situata all'interno dell'ex abitazione di Paolo Antonio Piacentini, nella parrocchia di San Romano (presso il palazzo Mezzabarba), ma nel 1724, grazie alle ricche elargizioni del marchese Aurelio Bellisomi, poterono trasferirsi nella nuova, e più grande, sede nella parrocchia di Sant'Epifanio, nella contrada della Cuccagna. Nel 1726, presso la nuova sede, l’istituto si dotò anche di un oratorio, progettato da Giovanni Antonio Veneroni. Grazie a numerosi lasciti testamentari e donazioni, come quelli del senatore Aurelio Bottigella, del marchese Giovanni Bellingeri e del conte Giovanni Battista Lomeno Gallarati, l'ente riuscì a costituire un discreto patrimonio formato da case a Pavia, vasti beni fondiari a Gerre Chiozzo, Pinarolo Po, Stradella, Mezzana Corti, Prado e Santa Giuletta, permettendogli inoltre di ricavare ulteriori guadagni grazie agli interessi maturati grazie ai capitali investiti presso il banco di Sant'Ambrogio di Milano o prestati a privati.
Nel 1790, con la riforma dei luoghi pii voluta dall'imperatore Giuseppe II, la Casa de' poveri derelitti venne aggregata ad altre istituti caritativi pavesi e trasferita nei locali del monastero di San Felice, soppresso nel 1786 e trasformato, su progetto di Leopoldo Pollack, in orfanotrofio. L’edificio passò quindi sotto il controllo dell’autorità comunali, che nel 1792 lo adibirono a caserma e tale rimase almeno fino al 1801, ai tempi della repubblica Cisalpina, finché fu ceduto a privati nella seconda metà dell’Ottocento.

## Descrizione
La piccola chiesa della Pia Casa dei derelitti è un edificio ad aula unica, dotata di largo presbiterio rettangolare e sacrestia. La facciata, dalle linee molto semplici e regolari, è dotata di lesene sugli angoli e finestre ellittiche. Nulla rimane degli affreschi, quadri e altari che adornavano l'interno. Molto più antico (XIV- XV secolo) e il vicino palazzo che originariamente ospitava l'istituto, che conserva sulla facciata un portale e finestre ogivali gotiche (una di esse dotata di ricche modanature) in cotto, tutte tamponate in età moderna, e internamente conserva un portico con arcate semiellittiche.

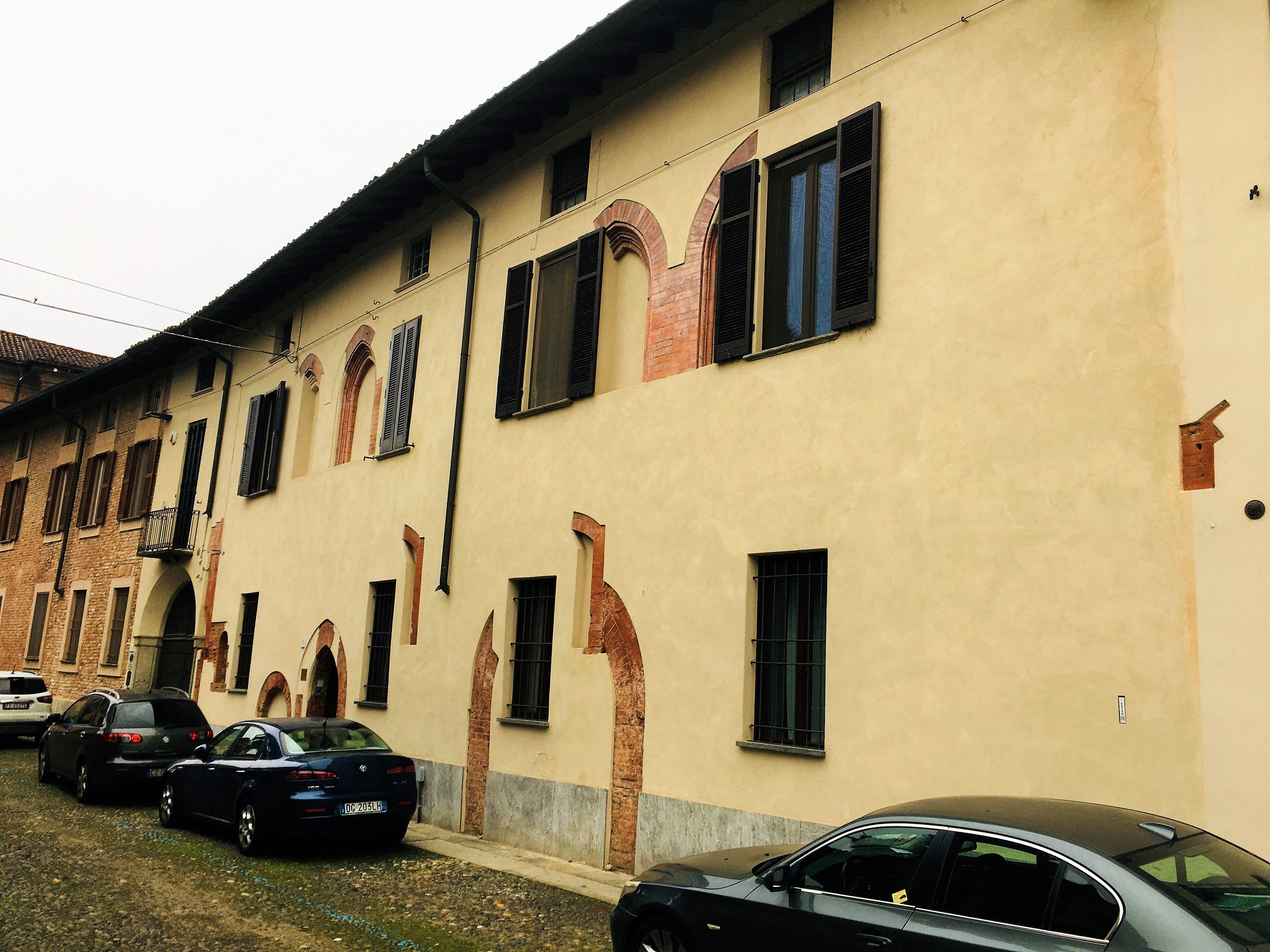
Il palazzo che ospitava la Pia Casa de' poveri derelitti.
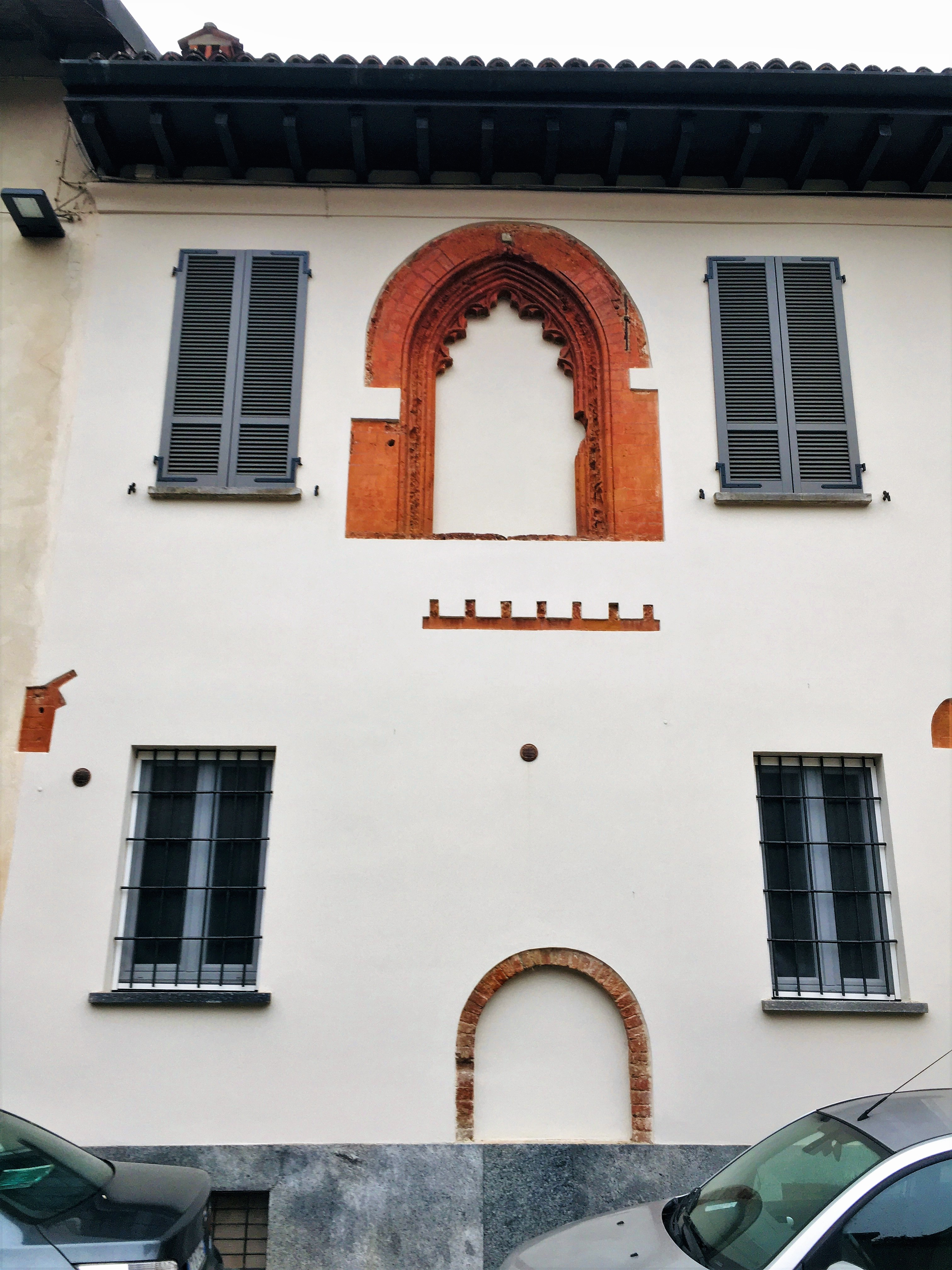
Dettaglio di una delle finestre gotiche del palazzo che ospitava la Pia Casa de' poveri derelitti (XIV- XV secolo).
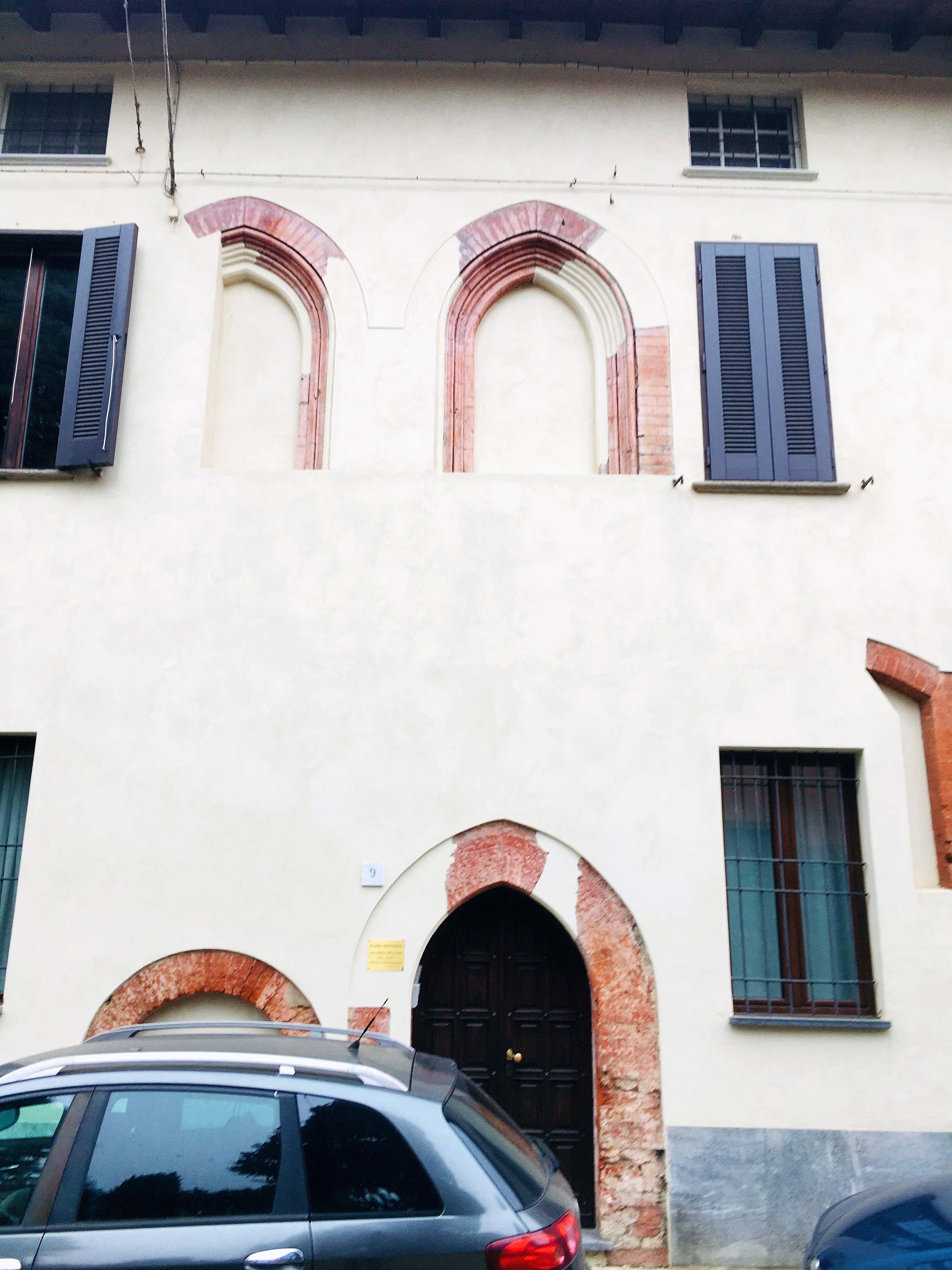
Dettaglio della porta e delle finestre gotiche del palazzo che ospitava la Pia Casa de' poveri derelitti (XIV- XV secolo).